# Stenarella victoriae
Stenarella victoriae är en stekelart som först beskrevs av Cameron 1912.  Stenarella victoriae ingår i släktet Stenarella och familjen brokparasitsteklar. Inga underarter finns listade i Catalogue of Life.